# Seaton Burn
Seaton Burn – wieś w Anglii, w hrabstwie ceremonialnym Tyne and Wear, w dystrykcie metropolitalnym North Tyneside. Leży 10 km na północ od centrum Newcastle i 407 km na północ od Londynu.